# BLUE BLOOD (Xのアルバム)
| 専門評論家によるレビュー | 専門評論家によるレビュー |
| レビュー・スコア         | レビュー・スコア         |
| 出典                     | 評価                     |
| ------------------------ | ------------------------ |
| オールミュージック       | [ 1 ]                    |

『BLUE BLOOD』（ブルー・ブラッド）は、日本のロックバンド、X（現・X JAPAN）が1989年4月21日にリリースした2作目のアルバム。メジャー・デビュー・アルバムとしてCBSソニーよりリリースされた。
メジャーデビューアルバムでありながら、オリコンの売り上げとしてはバンド最多の100週以上のチャートインを記録し、次作『Jealousy』のミリオン・ヒットに次ぐ80万枚以上を売り上げた。2007年2月14日に『Jealousy』と共に期間限定でリマスター盤がリリースされ、2008年にはリマスター盤からインストゥルメンタル・トラックを除いた「リマスターエディション」がリリースされている。
日本版『ローリング・ストーン』誌が2007年に選定した「日本のロック名盤100」では15位にランクインしている。

## 解説
「blue blood」には「貴族出身」「名門の出」といった英語のイディオムがあるが、このアルバムでは直訳の「青い血」を意味している。アルバム・ジャケットには、Xのキャッチフレーズである「PSYCHEDELIC VIOLENCE CRIME OF VISUAL SHOCK」と書かれてある。
初のフル・オーケストラ導入作で、「PROLOGUE」「ENDLESS RAIN」「ROSE OF PAIN」の3曲で46名のフル・オーケストラ、「UNFINISHED」で弦楽四重奏を取り入れている。オーケストラのレコーディングは飯倉片町のサウンド・シティ・スタジオで行われた。オーケストラ・アレンジは斎藤ネコ、演奏はグレート栄田ストリングスが担当した。
「X」「オルガスム」のコーラスにはGASTUNKのBAKIを始め、LADIES ROOM、G-KILL、DEATH SIDE、ORANGE、POISON ARTS、鉄アレイ、ASYLUM、CRIME HATE、EX-ANS、GOD、SIGHS-OF-LOVE-POTION、SQUAD、ZOLGEなど当時関わりのあったバンドのメンバーが参加。後者は更に『ロッキンf』編集部（当時）の細井泉、『BANDやろうぜ』の編集部員（後に編集長）だった吉田幸司らもコーラスで参加している。

## 収録曲

### LP
1万枚限定のLP盤も同時リリースされた。
| #  | タイトル                    | 作詞 | 作曲・編曲 | 時間 |
| -- | --------------------------- | ---- | ---------- | ---- |
| 1. | 「PROLOGUE(~WORLD ANTHEM)」 |      |            | 2:38 |
| 2. | 「BLUE BLOOD」              |      |            | 5:03 |
| 3. | 「WEEK END」                |      |            | 6:02 |
| 4. | 「EASY FIGHT RAMBLING」     |      |            | 4:43 |
| 5. | 「X」                       |      |            | 6:00 |

| #  | タイトル         | 作詞 | 作曲・編曲 | 時間 |
| -- | ---------------- | ---- | ---------- | ---- |
| 6. | 「XCLAMATION」   |      |            | 3:52 |
| 7. | 「オルガスム」   |      |            | 2:42 |
| 8. | 「CELEBRATION」  |      |            | 4:51 |
| 9. | 「ENDLESS RAIN」 |      |            | 6:30 |

| #   | タイトル         | 作詞 | 作曲・編曲 | 時間  |
| --- | ---------------- | ---- | ---------- | ----- |
| 10. | 「紅」           |      |            | 6:09  |
| 11. | 「ROSE OF PAIN」 |      |            | 11:47 |
| 12. | 「UNFINISHED」   |      |            | 4:24  |

### CD
| 全編曲: X。 |                               |                |              |       |
| #           | タイトル                      | 作詞           | 作曲         | 時間  |
| 1.          | 「PROLOGUE (〜WORLD ANTHEM)」 | YOSHIKI        | F.Marino     | 2:35  |
| 2.          | 「BLUE BLOOD」                | YOSHIKI        | YOSHIKI      | 5:02  |
| 3.          | 「WEEK END」                  | YOSHIKI        | YOSHIKI      | 6:03  |
| 4.          | 「EASY FIGHT RAMBLING」       | TOSHI & 白鳥瞳 | X            | 4:42  |
| 5.          | 「X」                         | 白鳥瞳         | YOSHIKI      | 6:01  |
| 6.          | 「ENDLESS RAIN」              | YOSHIKI        | YOSHIKI      | 6:36  |
| 7.          | 「紅」                        | YOSHIKI        | YOSHIKI      | 6:19  |
| 8.          | 「XCLAMATION」                | -              | HIDE & TAIJI | 3:57  |
| 9.          | 「オルガスム」                | 白鳥瞳         | YOSHIKI      | 2:47  |
| 10.         | 「CELEBRATION」               | HIDE           | HIDE         | 4:52  |
| 11.         | 「ROSE OF PAIN」              | YOSHIKI        | YOSHIKI      | 11:50 |
| 12.         | 「UNFINISHED」                | YOSHIKI        | YOSHIKI      | 4:28  |
| 合計時間:   | 合計時間:                     | 合計時間:      | 合計時間:    | 65:12 |

### リマスターCD
2007年2月14日に、リマスター盤とインストゥルメンタル・トラック盤をコンパイルした、期間限定のCD2枚組『BLUE BLOOD (SPECIAL EDITION)』 (KSCL-1092/3) がキューンレコードから発売された（メーカー限定出荷期間は2007年2月14日 - 2007年5月末日）。その後『BLUE BLOOD (SPECIAL EDITION)』を“REMASTERED EDITION”として復刻。インストゥルメンタル・トラック盤は収録されず、オリジナル・アルバムのリマスター盤CDのみが収録された『BLUE BLOOD (REMASTERED EDITION)』 (KSCL-1238) が、同じくキューンレコードから2008年3月19日に発売された。オリコン週間アルバムチャートでは『BLUE BLOOD (SPECIAL EDITION)』が23位、『BLUE BLOOD (REMASTERED EDITION)』が165位を記録した。
| #  | タイトル         | 作詞 | 作曲・編曲 | 時間  |
| -- | ---------------- | ---- | ---------- | ----- |
| 1. | 「BLUE BLOOD」   |      |            | 5:03  |
| 2. | 「WEEK END」     |      |            | 6:02  |
| 3. | 「X」            |      |            | 6:00  |
| 4. | 「ENDLESS RAIN」 |      |            | 6:30  |
| 5. | 「紅」           |      |            | 6:09  |
| 6. | 「CELEBRATION」  |      |            | 4:51  |
| 7. | 「ROSE OF PAIN」 |      |            | 11:47 |
| 8. | 「UNFINISHED」   |      |            | 4:24  |

## 楽曲解説
1. PROLOGUE (〜WORLD ANTHEM)
カナダのギタリスト、フランク・マリノ率いるフランク・マリノ&マホガニーラッシュのアルバム『World Anthem』（1977年）収録のインスト曲をカヴァー。メジャーデビュー初期のライブのオープニングS.Eであり、その役を「Amethyst」に譲ってからはアンコール時のメンバーの呼び込みに使われるようになった。
元々、YOSHIKIは自らインスト曲を作るつもりでいたが、制作に着手した際にどうしてもこの曲のメロディが頭から離れず、結果的にそのままカバーする事となった。
アマチュア時代（高校生時代）にも演奏していたことが確認されている。
2. BLUE BLOOD
前曲からはシームレスでこの歌に接続している。ザクザクとしたギターリフが特徴のヘヴィメタルナンバーである。
メジャーデビュー初期のオープニングナンバーで演奏される事が多かったが、X JAPANと改名してからは1回のみの演奏で姿を消した。1994年の東京ドーム公演でのセットリストに含まれていたが、最終的に外された。それ以来演奏されることはなかったが、2008年12月31日の赤坂BLITZ公演で、冒頭にサビ部分のバラードアレンジも交えつつ演奏された。
ギターソロは前半部でHIDEとPATA両名によるハモリ、後半部分のリードがHIDEによる。
YOSHIKI曰く、「1番ライヴでやりたくない曲」で、ハイハットのカウントの後、いきなりツーバス連打の速いパートが始まるため、加速も何も無く、いきなり０から１００に持っていかなければならないためライヴの1曲目に演奏すると相当体力的にキツイというのが理由である。
同じくドラムが激しくテンポが速い次作収録のSilent Jealousyですら、イントロはタムやスネアを絡めたフレーズから始まり徐々に加速して激しくなるという順番を踏んでいるため、「BLUE BLOODより全然マシ、キツさのレベルが違う」と言う程。
メジャーデビュー初期のライヴツアーやフェス等のイベントでは1曲目にBLUE BLOODが演奏される事が多く、YOSHIKIは「あの頃のライヴは地獄だった」と当時を振り返っている。
2008年にアルゼンチンのプログレッシブ・メタルバンドAUVERNIAがアルバム「Towards Eternity」で日本語でカバーしている。
3. WEEK END
ロックンロールを意識して作られた作品。歌詞は「自殺」をテーマにしている。TAIJIはアレンジの際、ANTHEMの「WILD ANTHEM」のベースラインにヒントを得てアレンジした[5]。
メジャー3rdアルバム『DAHLIA』に続編に当たる曲「Rusty Nail」が収録されている。
後に新録され、メジャー3rdシングルとしてリリース。シングルヴァージョンはギターソロが若干違い、中間部のサビはピアノやオーケストラがフィーチャーされている。こちらは"NEW ARRANGE VERSION"と呼ばれる。長らく演奏されていたが1994年の｢白い夜｣を最後にこのバージョンは演奏されなくなった。
1995年末のDAHLIA TOUR東京ドーム公演からは、イントロが大幅に変更され、中盤がバラードアレンジされ、レギュラーチューニングとなり、それによってキーが半音上がった。そちらは"X JAPAN VERSION"と呼ばれる。このアレンジは2022年現在スタジオ音源は発表されていない。こちらも若干ギターソロが違う。
また、上記の2つのバージョンの間であるDAHLIA TOURの初日である1995年11月29日山形公演から同年12月24日大阪公演であるチャリティーコンサート『KOBE RETURNS』の期間はキー､間奏が"NEW ARRANGE VERSION"、ギターソロ､コーラスが"X JAPAN VERSION"のMIXで構成されているものを演奏し、イントロに関してはX JAPAN VERSIONから入りその後NEW ARRANGE VERSIONのイントロに入るという構成であった。
2018年に行われた無観客LIVEからは"X JAPAN VERSION"が半音下げ(原曲キー)で披露されている。
ギターソロは前半がHIDE、中間がPATA、後半が両名のハモリとなっている。この構成はすべてのバージョンで共通である。
尚、イントロのクリーンサウンドによるアルペジオはPATAによる物で、当初普段通りピックで弾いてみたところ、アタック感やニュアンスがどうしても思い通りにならず試行錯誤した結果、紙でできた名刺の角を使い弾いてみたところ、思い通りの音になり、名刺で弾いたプレイが収録された。
4. EASY FIGHT RAMBLING
X初のシャッフル曲であり、TAIJIとHIDEが原曲を作り、YOSHIKIとTOSHIがメロディーを作った結果、作曲はXとなった。[6]
「PHANTOM OF GUILT」同様、TOSHI自らのコンプレックスを歌詞にしている。
5. X
インディーズ時代にリリースした2ndシングル「オルガスム」に、B面として収録されていた同曲のリメイク。作られたのはX初期の1985年。ちなみにこの頃のライブではギターソロなどが大きく異なっている。歌詞もわずかに変更されており、作詞者もYOSHIKIから白鳥瞳名義に変更された。
当初はテンポもそれほど速くはなくミドルテンポに近かったが、当時の対バンバンドにハードコアやスラッシュメタル系のバンドが多かった影響を受けて、最終的にはかなりテンポが速い楽曲となった。
後にソニーのカセットテープ、「X」のCMで使用された。
1993年には、CLAMPとのコラボレーションの一環として、アニメによるミュージック・ビデオが制作。新宿アルタビジョンで上映が行われ、ビデオ作品『X2－ダブルエックス－』に収録された。
ギターソロの構成は、PATA→HIDE→両名によるハモリの順となっている。
ライブでは、サビで観客全員が両手をX字クロスさせながらジャンプする「Xジャンプ」のパフォーマンスが定番になっている。しかし、大規模な会場で大勢の観客が一斉にジャンプをすると近隣一帯で地震が起こるため、東京ドーム公演では文京区役所[7]からは演奏しないよう要請がなされている[8]。ただ要請は意味のないものになっており、1997年の『THE LAST LIVE』でも演奏は行われておりXジャンプにより震度3を記録している。2009年のX JAPAN WORLD TOUR Live in TOKYO 〜攻撃続行中〜では東京ドームのあちこちに「ジャンピング禁止」の張り紙が張られたが、結局これが守られることは無く、Xジャンプは決行されている。ただし、文京区役所・株式会社東京ドームの提示条件は「Xジャンプを誘導しない事」だったので、X JAPANが煽ったわけではなく、ファン各々が自発的にやったという事で不問になっている。
ライブでは、「PSYCHEDELIC VIOLENCE CRIME OF VISUAL SHOCK」とXのキャッチフレーズを言うほか、ギターソロの直後と2回目のサビの間にToshlがメンバーを一人一人紹介する（2018年現在、順番はHEATH→PATA→SUGIZO→TAIJI→HIDE→YOSHIKI→Toshlの順）。また、ラスサビに入る前に演奏をいったん中断し、Toshl・YOSHIKIが「We are!」もしくは「You are!」と観客を煽り、観客が両手をX字にして「X!!」と返すのがお約束。過去にはHIDEが「飛べ飛べ飛べ,,,」と観客を煽るのがお約束となっていた[9]。現在では1993年12月30日に行われたLIVEよりHIDEの｢飛べ飛べ飛べ,,,｣のシーンがラスサビ前の演出となっている。
主にラストナンバーとして演奏されていたが､1994年東京ドーム『青い夜』では、いきなりオープニングナンバーで演奏された。
1993年の『ミュージックステーションスーパーライブ』で「Tears」と共にこの曲を演奏、最終的にYOSHIKIはドラムセットを破壊しその一部がカメラに直撃するというハプニングがおこった。
メジャーデビュー〜X JAPAN改名前のライブに於いては、通称「ドンドコ」という前奏を挿入してから演奏を開始していた。こちらのバージョンのライブ音源はシングル「ENDLESS RAIN」のカップリングに収録されている。
2008年5月に行われた「hide memorial summit」ではラストに「無敵バンド」としてX JAPANやLUNA SEA、T.M.Revolutionなど出演者全員で演奏した。この時もYOSHIKIはギタリストとして参加している。
2018年に参加した｢Coachella Fes｣ではXのラスサビ突入後、ステージ上手側にHIDE 下手側にTAIJIのホログラム演出がされラスサビからアウトロまで他のメンバーと共にXを演奏する演出がされた。
6. ENDLESS RAIN
X初のメジャーバラード。インディーズ時代にもバラード曲は存在しているが、メジャーキー（長調）展開は初。
エンディングS.Eにもよく使用される。
2ndシングル曲。映画『ZIPANG』主題歌。
7. 紅
後に3rd（メジャー1st）シングルとしてシングルカットする。本アルバム収録のものは、イントロがストリングスから入る。
インディーズ時代から度重なるリメイクを経てきたが、一時期はボツ曲扱いとなってしまう。だが、HIDEとTAIJIでリメイクし、現在のメロディーが出来上がった(当初は比較的スローテンポだった)。
ギターソロのリードはHIDE。
ライヴ時のツインギターのハーモニーのパートは主にPATAが主旋律、HIDEがハモリのパートを弾いている。
リードのみならずバッキングもハーモニーなっており、ギターはイントロからアウトロまで1曲を通してユニゾンのパートがほぼ存在しない楽曲となっている。
ファンの投票で収録曲が決まるベスト・アルバム『X JAPAN BEST 〜FAN'S SELECTION〜』では最多の得票数を獲得した。
高校野球のブラスバンド応援曲にも使用される事が多い。
8. XCLAMATION
HIDEがマルチトラック・レコーダーで一人で多重録音して、パーカッションはインド出身の専門のミュージシャンに叩いてもらったのをDATで録った。それをデモテープとして、思いつき中心でオーバー・ダビングしていった[10]。
2部のインストで構成される。前半はインドのボンベイにて収録された民族的メロディーだが、後半からはTAIJIのチョッパーを用いたソロから始まる。
1987年にライブ会場でミュージック・ビデオが配布（後にファンクラブ限定で販売）されたが、このアルバムに収録された音源は新録であり、ほぼ別物の曲となった。また、同年のCBSソニーのオーディションではオープニングとして演奏された。
9. オルガスム
インディーズ時代にリリースした2ndシングル「オルガスム」に、A面として収録されていた同曲のリメイク。性的な描写が強かった歌詞、そしてギターソロなどが大幅に変更され、作詞者も白鳥瞳名義に変更された（これは英語ヴァージョンでも同様である）。
ギターソロのリードはPATA。
このアルバム中、最もテンポが速い曲。本作収録のスタジオ・バージョンは演奏時間が3分に満たない非常に短い曲だが、ライブではメンバーの煽りが入る他、ギターソロ前で「Born to Be Wild」や「歓喜の歌」等他の曲を挟んで演奏されることもある為、15分を超えるほど長い。また中盤でドラムパートのみマシンによる打ち込み音になって、その間にYOSHIKIが白いガス（二酸化炭素）を客席に撒き散らすのがお約束になっている。この打ち込みも最初はシンプルな8ビートを刻むだけの物だったが、後期になると、複雑なリズムスタイルに変貌した。
1995年から全歌詞が英語となったが、こちらはスタジオ音源では発売されなかった。2007年の再結成以降は、再び日本語の歌詞に戻して演奏された。2009年の東京ドーム公演以降演奏されていない。
「天才・たけしの元気が出るテレビ!!」に出演した際の「やしろ食堂」でのライブでも、店内でこの曲が演奏された他、CBSソニーでのオーディションでも「紅」とともに演奏された。
10. CELEBRATION
T・レックスのカバーをXのライブでやってみたら「合う。キッスの様なロックンロールナンバーが欲しい」というHIDEの思いで作られた[10]。
BLUE BLOODのレコーディングでは最初に録音された楽曲である。
HIDEとTOSHIの合作[11]で、ミュージック・ビデオではHIDEが魔法使い、TOSHIが運転手、YOSHIKIがシンデレラ、TAIJIが外国人部隊と共にハーレーダビッドソンに乗って殴りこみする人、PATAは酒を飲む通行人というものとなっている。
HIDEは本楽曲を作っているときから、「色々な映像が浮かんで、きちんとしたPVを作りたい」と思っていた[12]。
「9時～17時の生活に縛られて、色んな生活を夢見て、上に上がっていったけど、結局どこへ行っても同じだった」を歌詞のコンセプトとし、「シンデレラ」をモチーフとして取り扱い[10]、ストーリーも「反ロック派の母親とそれに反発する女の子がいて、魔法使いに扮したHIDEが女の子を夢の中のロックンロールパーティーに連れて行く」というアメリカのホームドラマを意識した構成になった。Xのメンバーが出るシーンもライブのXのシリアスな面とロックバンドの王道の面の両方を表現した[12]。
最初のモチーフとして映画「ポルターガイスト」が浮かび、「『ヴィデオドローム』みたいにSFX・セルアニメを取り入れたい」「派手な舞踏会のセットを入れて、リムジンを燃やしたい」と具体的なアイディアを提案したが、PV監督に「2億かかるよ」と言われて断念する。完成版を見たときHIDEは「予算と時間があれば自分のイメージとのギャップが埋めれたのに…!」と悔しがった[12]。
ライブではHIDEのソロコーナー「HIDEの部屋」や、自身のソロライブ等で拡声器を用いて歌っていた。死後、『hide TRIBUTE SPIRITS』に収録された。
次作『Jealousy』に、姉妹編に当たる曲「Joker」が収録されている。
11. ROSE OF PAIN
YOSHIKIがタイトルと表紙絵に惹かれて購入した澁澤龍彦『世界悪女物語』の中で描かれている、エリザベート・バートリの残虐行為をテーマに作られた[13]。
バッハの『フーガ ト短調』のフレーズが随所で使われている。
YOSHIKIが曲を譜面に起こしメンバーに渡したが、通常の五線譜が読めなかったPATAは譜面が読め、かつピアノが弾けるTOSHIにピアノでメロディを弾いてもらい、それを耳コピしギター用にアレンジして曲を覚えて行ったという。
白い夜やWORLD TOUR Live in TOKYOではアコースティック・ヴァージョンで演奏されている。
1993年、伊藤みどりがプロ転向後に初めて世界選手権に出場した際に、YOSHIKIが自ら編曲したこの楽曲のオーケストラバージョンが用いられた[14]。
12. UNFINISHED
『Vanishing Vision』では未完成だったが、本作では完全なものが収録された。この曲で『ミュージックステーション』にも出演した。
ただし、YOSHIKI曰く「今回も色々な要素を入れたけど、未完成のまま完結した」と語っている[10]。

## バンドスコア
CDリリース後にドレミ楽譜出版社から発売された。CDの収録曲全曲の楽譜に加え、カラーグラビアとメンバーの特別インタビューも収録されている。ISBN 978-4-8108-3632-5